# Leopold Beringer
Leopold Beringer (1831 in Pest – Februar 1915 in Linz) war ein österreichischer Theaterschauspieler und Sänger (Bariton).

## Leben
Beringer, ein Schauspielerkind, betrat mit 14 Jahren als Mitglied einer reisenden Schauspielgesellschaft zum ersten Mal die Bühne. Von 1846 bis 1846 führte er dieses Komödiantenwanderleben und durchreiste halb Ungarn und Galizien. Nach einer nahezu einjährigen unfreiwilligen Ruhe, die ihm die politische Bewegung der Jahre 1848 auferlegte, begann er wieder seine theatralische Tätigkeit, die sich nun vorzugsweise auf Schlesien, Ober- und Niederösterreich wie Mähren beschränkte. Zuletzt wirkte er in Ischl und Salzburg, bis er 1868 in den Verband des Linzer Bundestheater trat, dem er seit dieser Zeit fast ununterbrochen bis 1902 angehörte. Nur während der Direktion Hirsch in Linz wirkte er in Graz, am Theater in der Josefstadt und Fürst und in Teplitz. 1901 wurde dem Künstler anlässlich seines 70. Geburtstag das taxfreie Bürgerrecht der Stadt Linz verliehen. Dort ist er noch bis kurz vor Beginn des Ersten Weltkriegs nachzuweisen.
Sein Bruder Karl Beringer war ebenfalls Schauspieler.